# Godziszewo (Grande-Pologne)
Pour les articles homonymes, voir Godziszewo.
Godziszewo (prononciation : [ɡɔd͡ʑiˈʂɛvɔ]) est un village polonais de la gmina de Siedlec dans le powiat de Wolsztyn de la voïvodie de Grande-Pologne dans le centre-ouest de la Pologne.
Il se situe à environ 6 kilomètres au nord de Siedlec (siège de la gmina), à 14 kilomètres au nord-ouest de Wolsztyn (siège de la gmina et du powiat) et à 69 kilomètres à l'ouest de Poznań (capitale régionale).

## Histoire
De 1975 à 1998, le village faisait partie du territoire de la voïvodie de Zielona Góra.

Depuis 1999, Godziszewo est situé dans la voïvodie de Grande-Pologne.
Le village possède une population de 315 habitants en 2014.